# Голем-Град
Голем-Град (макед. Голем Град) — остров в Северной Македонии. Название острова означает большая крепость, также известен, как Змеиный остров. Остров занимает площадь более 20 гектаров. Он расположен на озере Преспа, в нескольких километрах от греческой и албанской границы. На острове Голем-Град находится несколько древних руин и храмов. На острове обитают разные виды животных, включая змей. В августе 2008 года остров стал доступен для туристов.

## Описание
Голем-Град занимает площадь 20 га и простирается на 600 метров в длину и 350 метров в ширину. С середины XX-го века остров является необитаемым. В то время небольшая монашеская община покинула остров.
На остров можно добраться только на лодке. Остров окружают скалы высотой от 20 до 30 метров и пещеры.
Благодаря своим геоморфологическим особенностям, характерным для флоры и фауны, остров был объявлен природным заповедником. Близость Средиземного моря создает на острове свой особый микроклимат, что обусловливает наличие на нем богатой и редкой растительности, в которой доминируют южные европейские цветковые: 41 или 25,6 % — субсредиземноморские виды; 29 или 18,2 % — евразийские; 20 или 12,6 % — средиземноморские и др.
На относительно небольшой площади острова находится много культурных и исторических памятников. Здесь обнаружены останки поселений эпохи неолита, римский некрополь. Остров был заселен уже 2000 лет назад. Среди существовавших здесь храмов, интерес представляет храм, возведенный в XIV веке на фундаменте римской крепости. Сохранились храм Св. Петра, средневековая церковь Св. Димитрия, христианская базилика конца IV века с мозаичным полом.
Южнее расположен остров Мал Град.

## Галерея

Карта острова Голем-Град
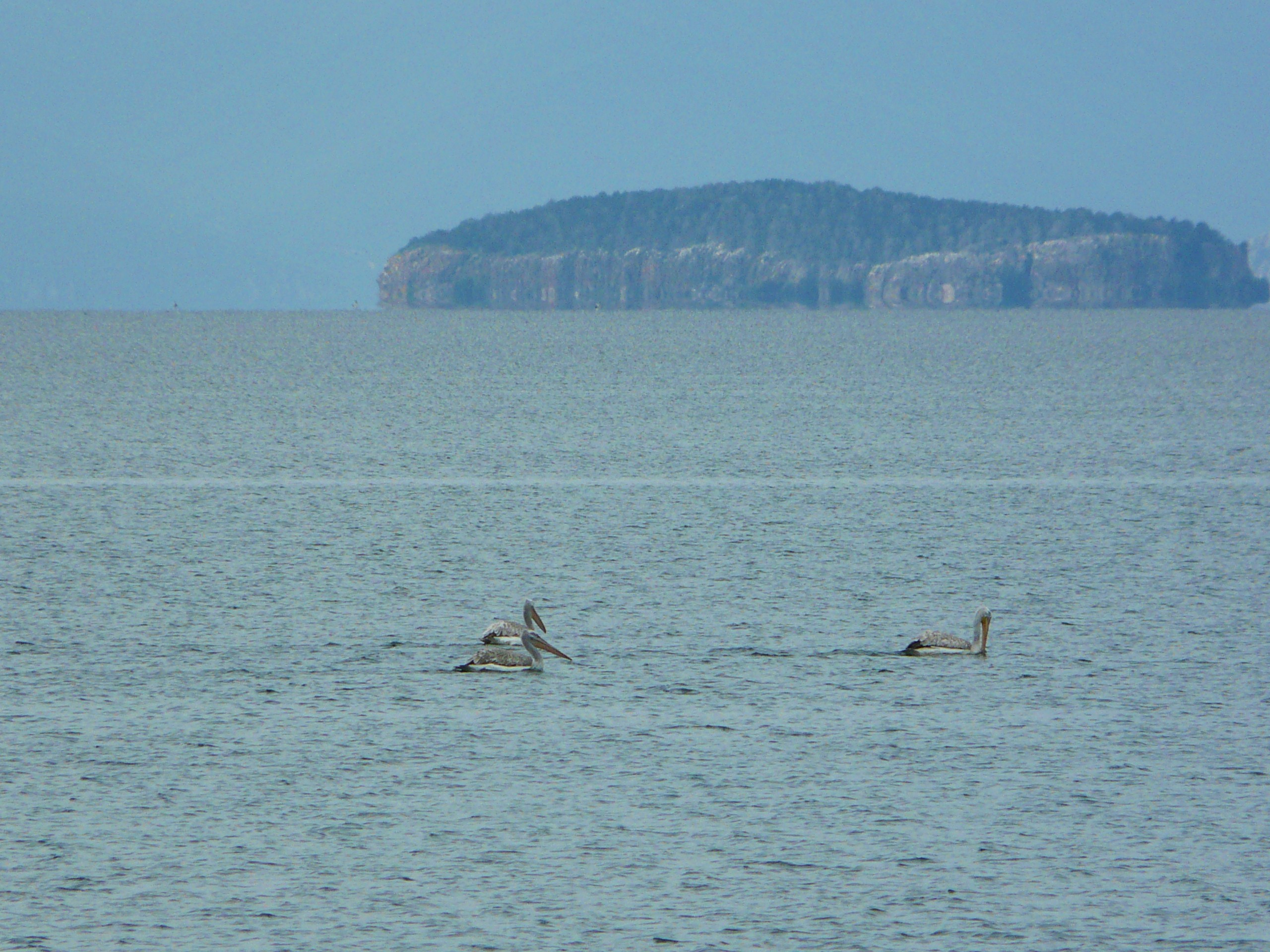
Пеликаны на фоне острова
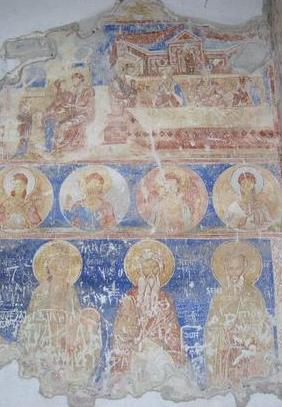
Фрески церкви Святого Петра на Голем-Граде
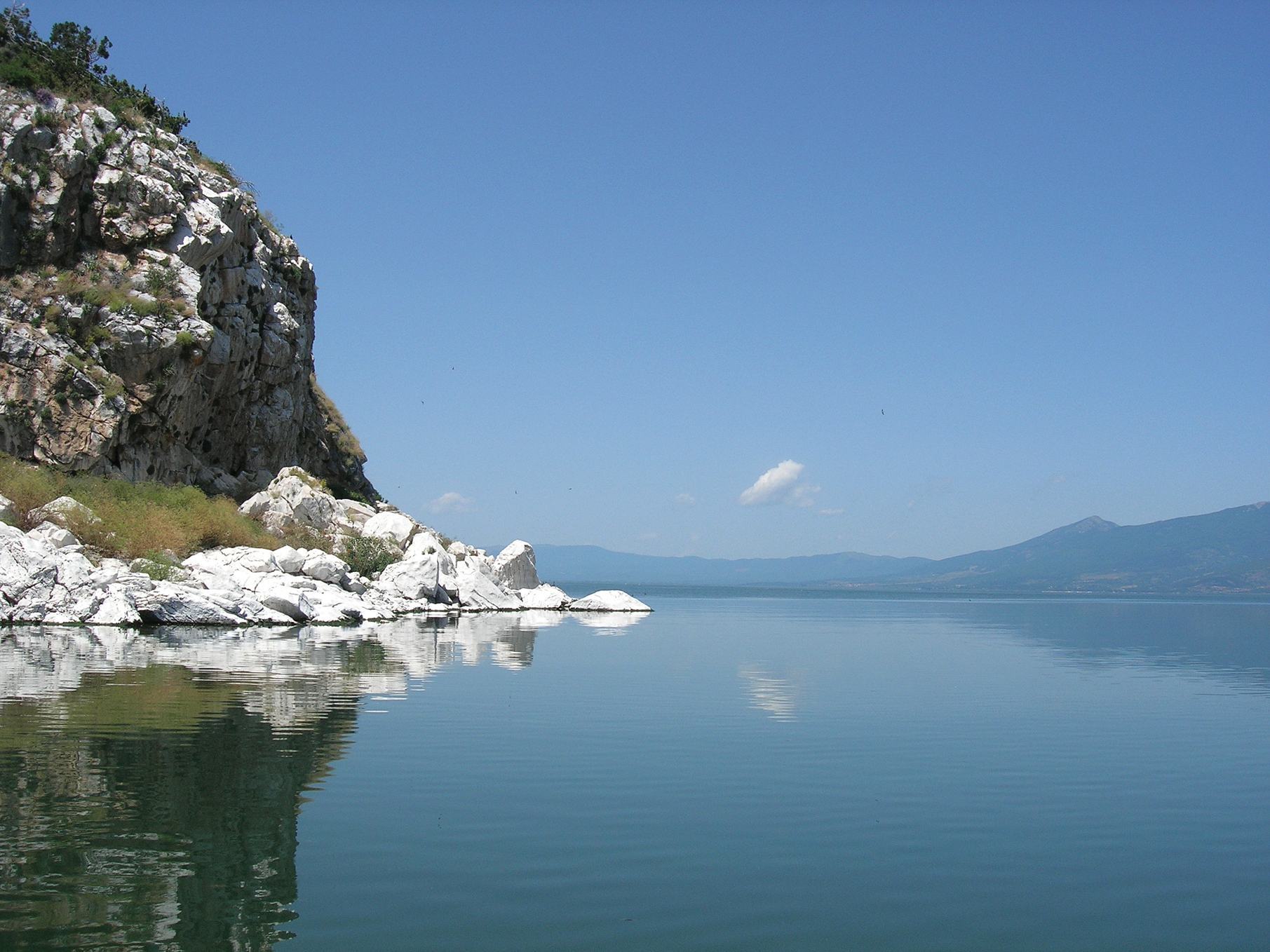
Каменистые берега острова
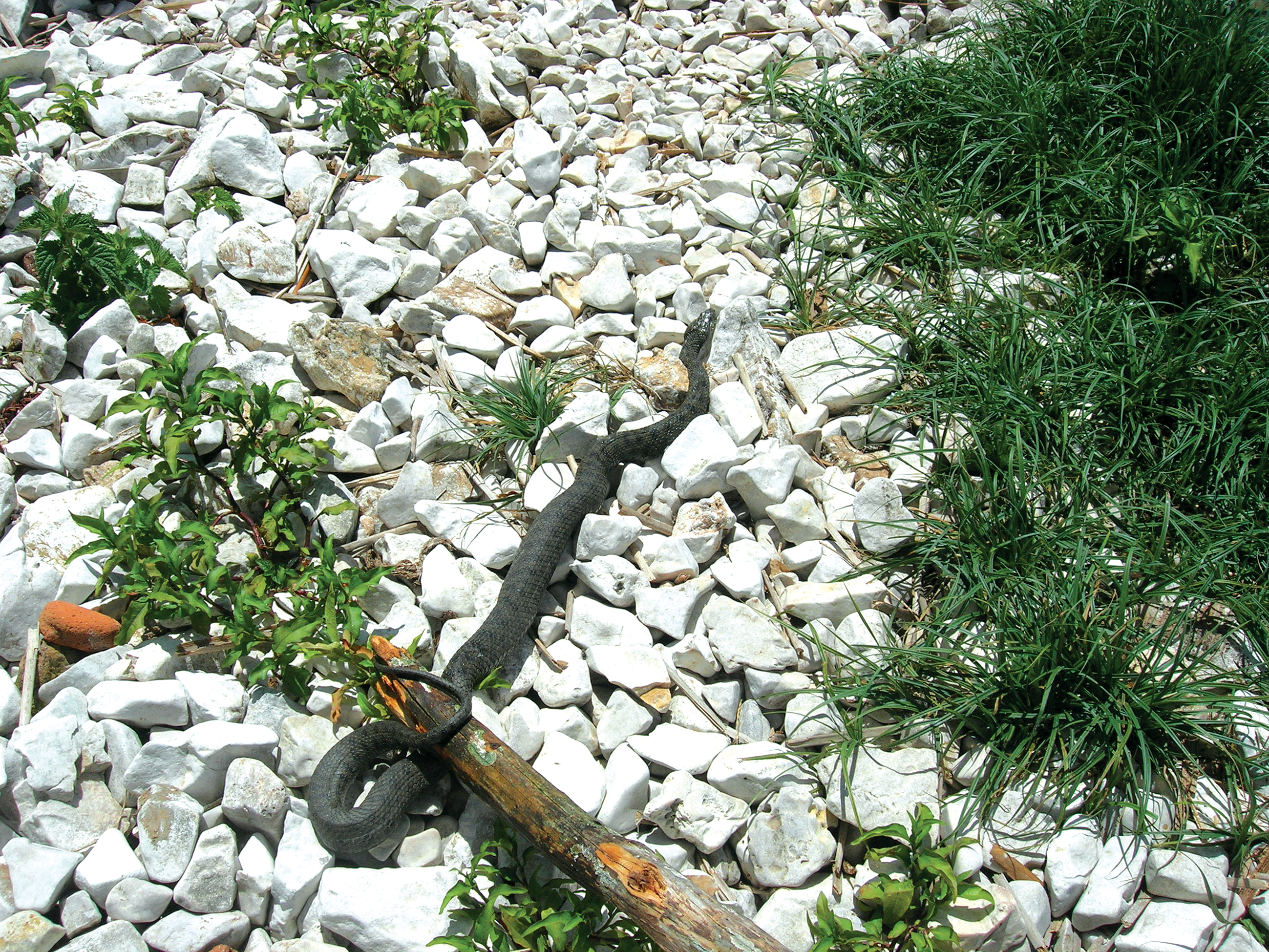
Змеи на острове
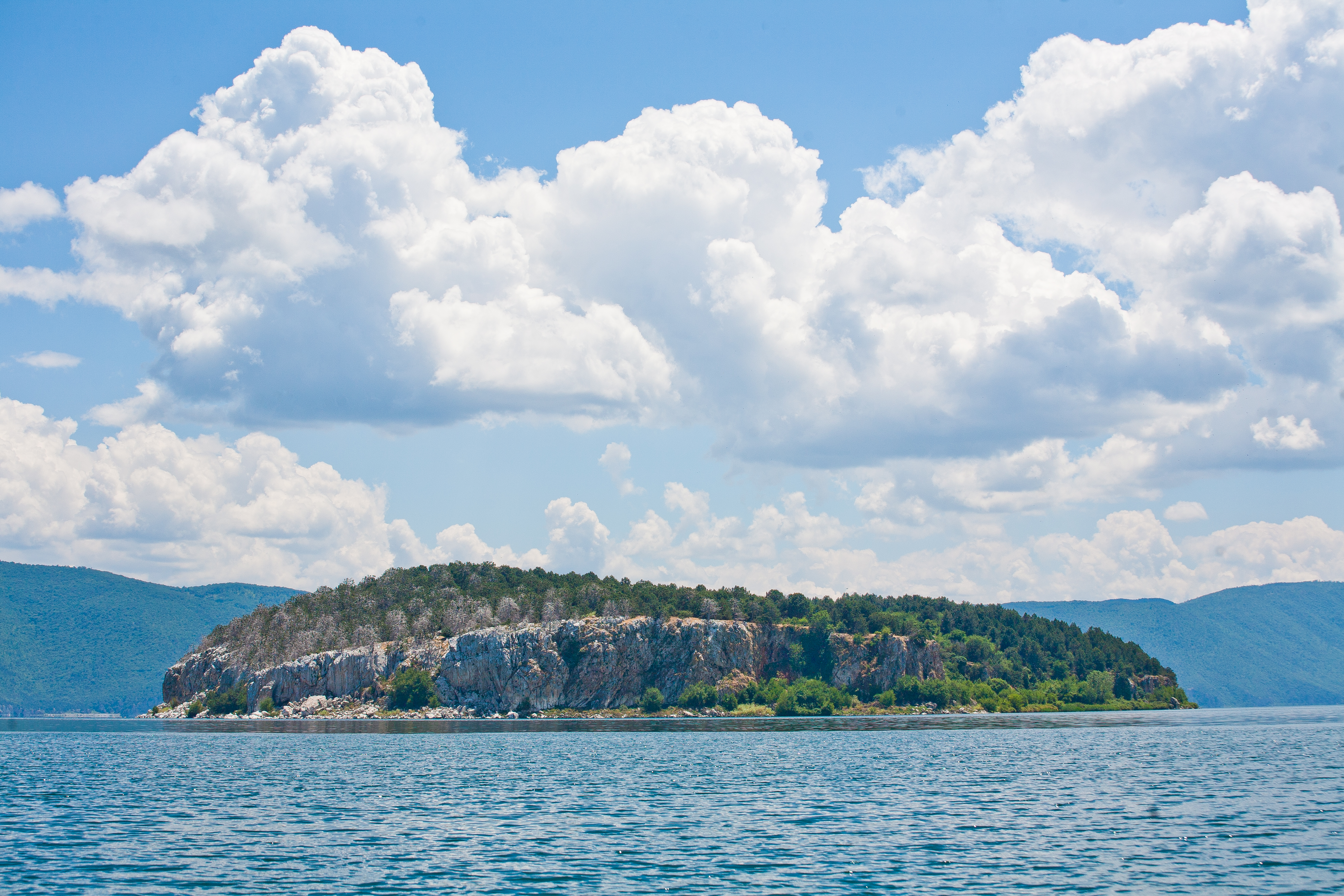
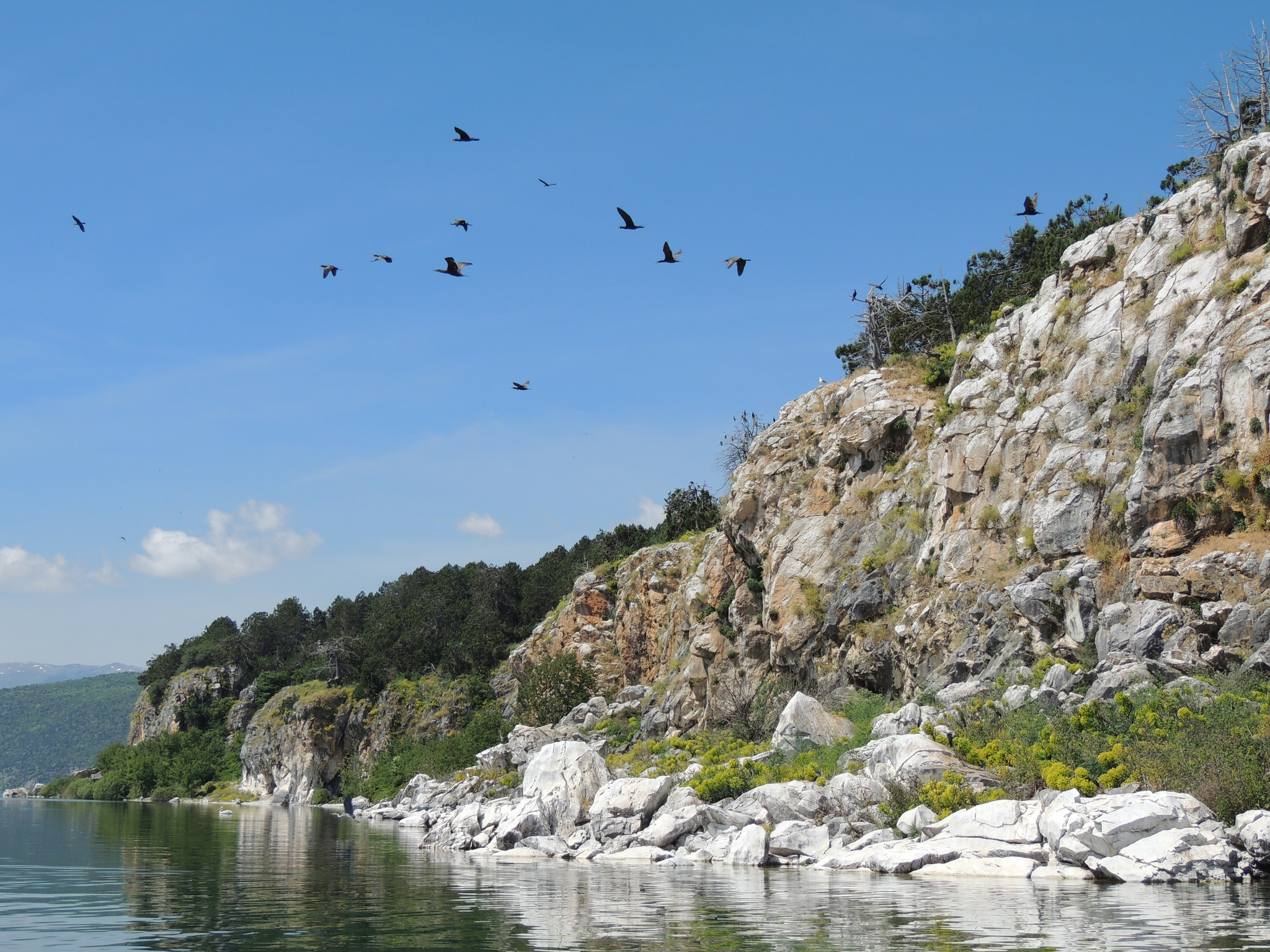
Колония бакланов на острове